# أيه كيه-19
أيه كيه-19 هي بندقية هجومية عيار 5.56x45مم ناتو صممتها شركة كلاشنكوف كونسيرن (الروسية: Калашников концерн) لسوق التصدير.

## تاريخ
كشف عن AK-19 عبر معرض المنتدى العسكري التقني الدولي (ARMY-2020)، وهي نسخة معدلة ومعاد تشكيلها من AK-12، والتي كشف عنها في الوقت نفسه، ومزودة بحُجيرة 5.56 × 45 ملم ناتو، والتي وُضعت في سلسلة الإنتاج في عام 2022.